# الجامعة الغربية للعلوم الصحية كلية الطب التقويمي من المحيط الهادئ
الجامعة الغربية للعلوم الصحية كلية الطب التقويمي من المحيط الهادئ (بالإنجليزية: Western University of Health Sciences College of Osteopathic Medicine of the Pacific)‏ هي إحدى الكليات لتدريس الطب في الولايات المتحدة الأمريكية. تقع في مدينة بومونا في ولاية كاليفورنيا الأمريكية. نوع الشهادة الطبية التي يتم تحصيلها هناك هي دو[ ؟ ].